# Maria de Lourdes Pintasilgová
Maria de Lourdes Ruivo da Silva de Matos Pintasilgová (18. ledna 1930, Abrantes, Portugalsko – 10. července 2004, Lisabon) byla portugalská politička.
V letech 1979–1980, přesně 155 dní, byla premiérkou Portugalska. Byla první a dosud jedinou ženou v této funkci. V Evropě byla historicky druhou premiérkou (po Margaret Thatcherové, která se ujala úřadu dva měsíce před Pintasilgovou). Roku 1986 kandidovala jako nezávislá na prezidenta Portugalska (jako první žena). Získala 7 procent hlasů. Na konci osmdesátých let vstoupila do portugalské Socialistické strany (Partido Socialista), za niž byla zvolena do Evropského parlamentu. V letech 1975–1979 byla portugalskou velvyslankyní v UNESCO.

## Vyznamenání
- velkokříž Řádu Kristova – Portugalsko, 9. dubna 1981[1]
- velkokříž Řádu prince Jindřicha – Portugalsko, 9. června 1994[1]
- velkokříž Řádu svobody – Portualsko, 5. října 2017[1]